# 황궁호위관

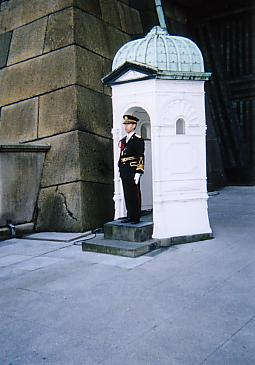

황궁호위관(일본어: 皇宮護衛官 코우구우고에이칸[*])은 일본의 공안직 국가공무원의 하나다. 경찰청의 부속기관인 황궁경찰본부에 소속한다. 특별사법경찰직원의 권한을 부여받고 있지만, 경찰관리와는 다르고 엄밀히는 경찰이 아니다. 주로 황궁 경비, 황족 호위를 직무로 한다. 상징물은 오삼오동문이다.